# Роги (Дубоссарський район)
Роги (рос. Роги; рум. Roghi) — село в Дубоссарському районі в Молдові (Придністров'ї). Населення становить 800 осіб. Село розташоване на лівому березі річки Дністер. Відповідно до молдовського законодавства — село в Дубесарському районі, що належить до комуни з центром у селі Нова Моловата. Відповідно до придністровського — центр окремої сільської ради.
Станом на 2004 рік у селі проживало 2,5 % українців.
22 травня 1992 на території села відбувалися активні бойові дії в межах Придністровської війни. Відтоді село фактично перебуває під контролем самопроголошеної проросійської ПМР. На території села знаходиться одна з небагатьох на територіях підконтрольних ПМР школа з румунською мовою викладання.